# Ismael Miranda
Ismael Miranda (* 20. Februar 1950 in Aguada, Puerto Rico), eigentlich Ismael Miranda Carrero, auch bekannt als „El niño bonito de la Salsa“ ist ein Salsasänger und Komponist.

## Werdegang
Ismael Miranda hatte bereits in seiner Kindheit den Wunsch Musiker zu werden. Er wuchs in Manhattan East Village in New York City auf. Im Alter von 11 Jahren war er Mitglied der Jugendgruppen „The 4J's and Little Junior“ und „The Class Mates“, bei denen er Congas spielte und sang. Er überzeugte durch sein gesangliches Talent und durfte auf einer Veranstaltung von Jerry Lewis auftreten. 1967 nahm Miranda seinen ersten Song „Let's Ball“ zusammen mit Joey Pastrana auf, ihr Song "Rumbon Melon" wurde zum Hit. Danach bot ihm Larry Harlow ein Engagement als Sänger in seiner Band an. Mit dem Stil des Latin Boogaloo wurden große Erfolge gefeiert. 1969 wechselte Ismael Miranda zu den Fania All-Stars und tourte mit ihnen durch Lateinamerika, Europa und Asien. 1973 komponierte er mit der Band „Revelacion“ und dem Label Fania Record seinen eigenen Song „Así se compone un son“.  Während der Hochzeit des Salsa in den 1970er Jahren folgten weitere Hits wie "Lupe, Lupe" und "Señor Sereno". 1988 gründete Miranda sein eigenes Plattenlabel IM Records und nahm zusammen mit Andy Montañez einige Boleros auf. Ein Konzert im Jahr 2002 erhielt große Anerkennung von der National Foundation of Popular Culture of Puerto Rico. 2003 trat Miranda noch einmal im Copacabana Nightclub in New York auf.